# Помацентрові
Помацентрові (Pomacentridae) — родина риб ряду Окунеподібних. Здебільш морські види, але деякі населяють прісні та солонуваті води (такі як Neopomacentrus aquadulcis, N. taeniurus, Pomacentrus taeniometopon, Stegastes otophorus). Багато з представників мають яскраве забарвлення і є популярними об'єктами акваріумістики. Налічує близько 360 видів що належать до близько 29 родів.

## Поширення
Представники родини помацентрових мешкають у багатьох тропічних і субтропічних морях. 
Багато видів цих риб проживає в Тихому і Індійському океанах, трапляються вони і в Середземному морі. Помацентрові мешкають зазвичай на мілководді поблизу коралових рифів, серед мангрових заростей і водоростей. 

## Роди
- Підродина Stegastinae Cooper, Smith, Westneat, 2009
  - Hypsypops Gill, 1861
  - Mecaenichthys
  - Microspathodon Günther, 1862
  - Nexilosus Heller & Snodgrass, 1903
  - Parma Günther, 1862
  - Plectroglyphidodon Fowler & Ball, 1924
  - Stegastes Jenyns, 1840
- Підродина Lepidozyginae
  - Lepidozygus Günther, 1862
- Підродина Chrominae
  - Chromis Cuvier, 1814
  - Dascyllus Cuvier, 1829
- Підродина Abudefdufinae Cooper, Smith, Westneat, 2009
  - Abudefduf Forsskål, 1775
- Підродина Pomacentrinae
  - Acanthochromis Gill, 1863
  - Altrichthys Allen, 1999
  - Amblyglyphidodon Bleeker, 1877
  - Amblypomacentrus Bleeker, 1877
  - Cheiloprion Weber, 1913
  - Chrysiptera Swainson, 1839
  - Dischistodus Gill, 1863
  - Hemiglyphidodon Bleeker, 1877
  - Neoglyphidodon Allen, 1991
  - Neopomacentrus Allen, 1975
  - Pomacentrus Lacepède, 1802
  - Pomachromis Allen & Randall, 1974
  - Pristotis Rüppell, 1838
  - Teixeirichthys Smith, 1953
- Підродина Amphiprioninae
  - Amphiprion Bloch & Schneider, 1801
  - Premnas